# Zakład Komunikacji Publicznej Suchy Las
Zakład Komunikacji Publicznej Suchy Las Sp. z o.o Suchy Las

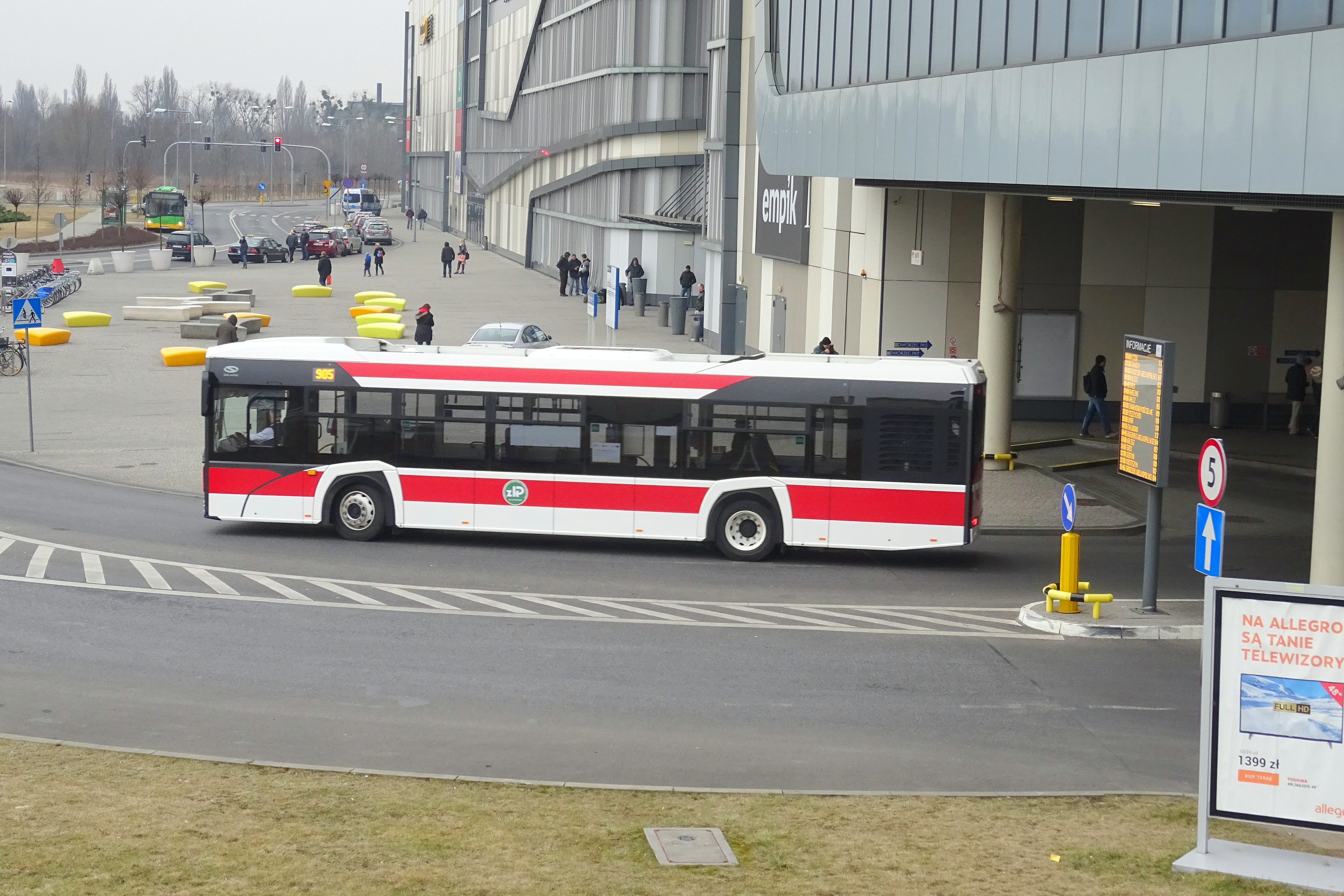
Autobus linii 905 wyjeżdża z dworca autobusowego w Poznaniu (2018)

## Opis
Zakład został powołany w 1991 r. jako zakład budżetowy gminy Suchy Las.
Od chwili powstania do końca 2001 r. zajmował się świadczeniem usług komunalnych oraz usług komunikacji autobusowej rozkładowej dla mieszkańców gminy. Zakład Komunikacji Publicznej posiada własną automyjnię, która umożliwia mycie autobusów oraz większych samochodów dostawczych.
Od 28 stycznia 2013 roku ZKP Suchy Las działa w ramach ZTM Poznań, dzięki czemu pasażerowie poruszają się po aglomeracji na jednym (wspólnym) bilecie taryfowym ZTM.

## Linie
| Linia     | Trasa |
| --------- | --- |
| 901       | ZŁOTNIKI/OSIEDLE – Złotniki, Dworcowa – Złotniki, Sosnowa – Złotniki, Nektarowa – Suchy Las, Powstańców Wlkp. – Suchy Las, Sucholeska – Suchy Las, Bogusławskiego – Suchy Las, Działki – Suchy Las, Bogusławskiego – Suchy Las, Leśna – Suchy Las, Meteorytowa – Stróżyńskiego – Szymanowskiego – Szeligowskiego – SOBIESKIEGO DWORZEC |
| 902       | SUCHY LAS/Teren Aktywnej Edukacji i Sportu – Suchy Las, Bogusławskiego – Suchy Las, Alejowa – Meteorytowa – Morasko – Stróżyńskiego – Szymanowskiego – Szeligowskiego - SOBIESKIEGO DWORZEC Wybrane kursy skrócone do przystanku Morasko |
| 904       | ZŁOTNIKI/OSIEDLE – Złotniki, Czołgowa – Jelonek, Obornicka – Suchy Las, Obornicka – Obornicka – Mateckiego – Stróżyńskiego – Szymanowskiego – Szeligowskiego – SOBIESKIEGO DWORZEC |
| 905       | CHLUDOWO/SZKOŁA – Chludowo, Szkolna – Chludowo, Rynek - Chludowo, Kościelna – Chludowo, Dworcowa – Zielątkowo, Dworcowa – Zielątkowo, Leśna – Golęczewo, Dworcowa – Golęczewo, Szosa Poznańska – Złotkowo, Sobocka – Złotkowo, Złota – Złotkowo, Obornicka – Złotkowo, Pawłowicka – Złotkowo, Dworcowa – Złotkowo, Łagiewnicka – Złotniki, Obornicka – Jelonek, Obornicka – Suchy Las, Obornicka – Suchy Las, Bogusławskiego – Suchy Las, Teren Aktywnej Edukacji i Sportu – Suchy Las, Bogusławskiego – Suchy Las, Leśna – Suchy Las, Meteorytowa – Stróżyńskiego – Szymanowskiego – Szeligowskiego – SOBIESKIEGO DWORZEC Wybrane kursy przez Suchy Las Teren Aktywnej Edukacji i Sportu |
| 907       | pierwszy przebieg trasy: CHLUDOWO/SZKOŁA – Chludowo, Szkolna – Chludowo, Rynek - Chludowo, Kościelna – Chludowo, Dworcowa – Zielątkowo, Dworcowa – Zielątkowo, Leśna – Golęczewo, Dworcowa – Golęczewo, Szosa Poznańska – Złotkowo, Sobocka – Złotkowo, Złota – Złotkowo, Lipowa – Złotniki, Obornicka – Jelonek, Obornicka – Suchy Las, Obornicka – Obornicka – Mateckiego – Stróżyńskiego – Szymanowskiego – Szeligowskiego – SOBIESKIEGO DWORZEC |
| 253 nocny | CHLUDOWO/SZKOŁA – Chludowo, Szkolna – Chludowo, Rynek - Chludowo, Kościelna – Chludowo, Dworcowa – Zielątkowo, Dworcowa – Zielątkowo, Leśna – Golęczewo, Dworcowa – Golęczewo, Szosa Poznańska – Złotkowo, Sobocka – Złotkowo, Złota – Złotkowo, Obornicka – Złotkowo, Pawłowicka – Złotkowo, Dworcowa – Złotkowo, Łagiewnicka – Złotniki, Obornicka – Jelonek, Obornicka – Suchy Las, Obornicka – Suchy Las, Bogusławskiego – Suchy Las, Działki – Suchy Las, Bogusławskiego – Suchy Las, Leśna – Suchy Las, Meteorytowa – Stróżyńskiego – Szymanowskiego – Szeligowskiego – SOBIESKIEGO DWORZEC                                                                                         |